# Membraniporella pulchra
Membraniporella pulchra är en mossdjursart som beskrevs av Osburn 1950. Membraniporella pulchra ingår i släktet Membraniporella och familjen Cribrilinidae. Inga underarter finns listade i Catalogue of Life.